# Seznam osebnosti iz Občine Jesenice
Seznam osebnosti iz Občine Jesenice vsebuje osebnosti, ki so se tu rodile, delovale ali umrle.

## Gospodarstvo in obrt
- Janez Mesar, gospodarski organizator, duhovnik (1832, Jesenice – 1895, Cerklje na Gorenjskem)
- Jan Strgar, čebelar, trgovec (1881 Nemški Rovt – 1955, Jesenice)
- Jože Borštnar, gospodarstvenik, športni delavec (1927 Ljubljana – 1999, Jesenice)
- Lojze Budkovič, gozdar, alpinist (1953 Jesenice)
- Moritz Seitner, gozdar, entomolog (1862 Jesenice – 1936, Dunaj, Avstrija)
- Viktor Ruard, veleposestnik, podjetnik (1814, Jesnice – 1886, Jesenice)
- Bojan Dornik, metalurg, igralec (1952, Jesnice)
- Slavko Kanalec, direktor, metalurg (1967, Jesnice)
- Alma Rekić, kuharica, slaščičarka, gostinka (1981, Jesenice)

## Znanost in humanistika
- Fran Kos, zoolog (1885, Ljubljana – 1956, Jesenice)
- Valentin Plemel, botanik, duhovnik (1820, Bled – 1875, Jesenice)
- Janko Pretnar, leksikograf, romanist, slavist (1880, Jesenice – 1951, Ljubljana)
- Milan Šifrer, geograf, geomorfolog (1928, Škofja Loka – 2016, Jesenice)
- Josip Žontar, zgodovinar, pravnik (1895, Jesenice – 1982, Kranj)
- Božidar Brudar, fizik, župan (1939, Jesenice)
- Janez Čop, biolog, zoolog (1927, Jesenice – 2019)
- Klemen Klemenc, metalurg, amaterski igralec, pedagog (1952, Jesenice)
- Klemen Klinar, geograf, inženir gozdarstva (1981, Jesenice)
- Jernej Kusterle, literarni zgodovinar in teoretik, pesnik (1987, Jesenice)
- Matej Meterc, jezikoslovec (1984, Jesenice)
- Ahmed Pašić, antropolog, družbenopolitični delavec, politolog (1976, Jesenice)
- Dušan Prešeren, metalurg, zbiratelj ljudskega izročila, numizmatik (1935, Jesenice)
- Boštjan Soklič, umetnostni zgodovinar, glasbenik (1962, Jesenice)
- Matej Šurc, novinar (1961, Jesenice)
- Viki Twrdy, novinar, pravnik (1988, Jesenice)
- Roman Jerala, biokemik (1962, Jesenice)
- Narcis Mršić, biolog (1957, Jesenice – 1997, Kranj)
- Matevž Bren, matematik (1954, Jesenice)
- Miran Hladnik, literarni zgodovinar (1954, Jesenice)
- Stanko Klinar, jezikoslovec, prevajalec (1933, Jesenice – 2023)
- Irena Avsenik Nabergoj, literarna zgodovinarka in religiologinja (1969, Jesenice)
- Jakob Jaša Kenda, literarni zgodovinar in prevajalec (1973, Jesnice)
- Jože Žumer, geograf (1953, Jesenice)
- Marija Žagar, slavistka (1921, Jesenice – 1998, Kranj)
- Pavle Zgaga, filozof, sociolog, politik (1951, Jesenice)
- Robert Simonič, filozof, pesnik, prevajalec (1966, Jesenice)
- Jana Ambrožič, prevajalka (1960, Jesenice)
- Silvo Torkar, jezikoslovec, leksikograf, imenoslovec, jezikovni zgodovinar, prevajalec (1954, Jesenice)
- Nada Praprotnik, botaničarka (1951, Jesenice)
- Andrina Tonkli Komel, filozofinja (1961, Jesenice)
- Maja Topole, geografinja (1960, Jesenice)
- Matjaž Geršič, geograf (1983, Jesenice)
- Tomaž Mertelj, fizik (1965, Jesenice)
- Vladimir Sruk, filozof (1934, Jesenice – 2020, Maribor)
- Marjeta Žebovec, lektorica, prevajalka, pisateljica (1965, Jesenice –)
- Frančišek Herbitz, bibliotekar, duhovnik (1762 ali 1763, Jesenice – 1906, Dunaj)
- Ivan Mesar, bibliotekar, čebelar (1874, Jesenice – 1948)
- Darinka Žbogar, bibliotekarstvo (1925, Jesenice – 2014, Ilirska Bistrica)

## Književnost
- Zdravko Slamnik - Pavle Zidar, pesnik, pripovednik (1932, Jesenice – 1992, Ljubljana)
- Jože Šifrer, literarni kritik, gledališki kritik, esejist (1922, Ljubljana – 2009, Jesenice)
- Jože Tomažic, mladinski pisatelj, dramatik (1906, Veliko Tinje – 1970, Jesenice)
- Cvetko Zagorski, pisatelj, prevajalec (1916, Jesenice – 2006, Ljubljana)
- Ivan Bučer, pisatelj (1910, Zagreb – 1950, Jesenice)
- Miha Klinar, pisatelj (1922, Jesenice – 1983, Jesenice)
- Tone Čufar, pisatelj, pesnik, dramatik (1905, Jesenice – 1942, Ljubljana)
- Vlasta Grintov, pisateljica, ekonomistka (1963, Jesenice)
- Marko Hudnik, pisatelj, pesnik, dramatik, knjižničar (1931 – 2025)
- Miha Mazzini, pisatelj, računalničar (1961, Jesenice)
- Edo Torkar, pisatelj (1952, Jesenice)
- Pavle Zidar, pisatelj (1932, Jesenice – 1992, Ljubljana)
- Maja Novak, pisateljica, prevajalka, novinarka (1960, Jesenice)
- Mateja Črv Sužnik, pisateljica in profesorica (196, Jesenice)
- Odon Peterka, pesnik (1925, Jesenice – 1945, Kočevski Rog)
- Tomaž Iskra, pesnik, pisatelj (1947, Jesenice)
- Alenka Jensterle Doležal, pisateljica (1959, Jesenice
- Lucija Stepančič, pisateljica (1969, Jesenice)
- Valentin Cundrič, pesnik, pisatelj, dramatik, jezikoslovec (1935, Jesenice)

## Religija
- Frančišek Kosmač, duhovnik, redovnik, jezuit (1817, Jesenice – 1866, Gradec)
- Andrej Snoj, biblicist (1886, Ljubljana – 1962, Jesenice)
- Josip Fon, duhovnik (1879, Vrsno – 1956, Jesenice)
- Jakob Černe, duhovnik (1883, Jesenice – 1948, JSheboygan)
- Franc Urbanija, duhovnik (1942, Škrjančevo) tako imenovani "triglavski" župnik, v pokoju bival na Planini pod Golico.

## Politika, uprava in pravo
- Albin Pibernik (1905 – 1942), partizan
- Albin Pibernik ml. (1931 –), partizan in pilot
- Julka Pibernik (1905, Slovenski Javornik – 1942, Foča), partizanka
- Franc S. Košmerl, pravnik, teolog, duhovnik, pedagoški delavec (1864, Jesenice – 1948, Chicago, Illinois)
- Anton Mrak, pravnik, publicist (1883, Jesenice – 1961, Ljubljana)
- Leopold Stražišar, sindikalni delavec, politični delavec (1902 Jesenice – 1942, Pokljuka)
- Ivo Štempihar, pravnik, odvetnik, politični delavec, publicist (1898 Kranj – 1955, Jesenice)
- Matija Verdnik, narodni heroj (1916 Jesenice – 1944, Spodnja Bistrica)
- Boris Janez Bergant, državni svetnik, direktor, župan (1940, Jesenice  – 2020, Jesenice)
- Rina Klinar (r. Strmšek), političarka, sociologinja (1952, Jesenice)
- Faila Pašić Bišić, humanitarna delavka (1978, Jesenice)
- Darja Radić, ministrica, ekonomistka, političarka (1965, Jesenice)
- Miha Rebolj, podžupan, občinski svetnik, hokejist (1977, Jesenice)
- Jože Menciger, ekonomist, politik, častni član občine Jesenice (1941, Jesenice – 2022)
- Tomaž Ertl, politik (1932, Koroška Bela – 2012, Jesenice)
- Marek Lenardič, politolog (1947, Jesenice)
- Vencelj Perko, politični delavec (1906, Jesenice – 1991, Ljubljana)
- Tomaž Tom Mencinger, politik, podjetnik (1956, Jesenice)
- Boštjan Poklukar, politik, (1971, Jesenice)
- Rina Klinar, političarka, pravnica, častna občanka občine Jesenice od leta 2020 (1952, Jesenice)
- Viktor Stražišar, revolucionar (1906, Slovenski Javornik – 1943, Kolovec)
- Janko Rekelj, borec (1923, Blejska Dobrava – 1944, Debeli Kamen pod Srednjo Radovno)
- Milan Kalan Klek, borec (1927, Blejska Dobrava – 1945, Bate pri Podlaki pri Grgarju)
- Leopold Kovačič, borec (1927, Jesenice – 1945, Blejska Dobrava)
- Otmar Novak, borec (1921, Jesenice – 1943, Slovenski Javornik)

## Kultura
- Franci Ambrožič, baletni plesalec, baletni pedagog (1937, Jesenice – 2013, Ljubljana)
- Darinka Bajec, oblikovalka, restavratorka, redovnica (1924, Skrilje – 2017, Jesenice)

### Glasba
- Pavla Lovše, operna pevka, koncertna pevka, sopranistka (1891, Ljubljana – 1961, Jesenice)
- Andy Arnol, saksofonist, klarinetist, skladatelj in dirigent (1947, Železniki – 2002, Jesenice)
- Milko Bizjak, organist, organolog, glasbeni pedagog, glasbeni založnik (1959, Jesenice)
- Josip Bohinjski Chládek, dirigent, skladatelj, pedagog (1879, Jesenice – 1940, Maribor)
- Vinko Ambrožič, zborovodja (1883, Jesenice – 1974, Jesenice)
- Radoslav Kleč, glasbeni pedagog, glasbenik (1907, Jesenice – 1990, Jesenice)
- Andrej Smolej, glasbenik (1939, Jesenice – 2008, Jesenice)
- Klemen Smolej, jazzist, kitarist, aranžer, skladatelj (1975, Jesenice)
- Draga Ažman, flavtistka, glasbenica, pedagoginja (1953, Jesenice)
- Anja Baš, pevka, slikarka (1986, Jesenice)
- Filip Bernard, glasbenik, dirigent (1896, Jesenice) – 1984, Ljubljana)
- Helena Blagne, glasbenica, pevka (1963, Jesenice)
- Monika Bohinec, operna pevka (1979, Jesenice)
- Jože Burnik, glasbenik, harmonikar, skladatelj (1947, Jesenice)
- Domen Jeraša, pozavnist (1968, Jesenice)
- Jaka Jeraša, operni pevec, baritonist, učitelj (1938, Jesenice)
- Primož Kerštanj, glasbeni pedagog, pianist, zborovodja (1970, Jesnice)
- Peter Kopač, skladatelj, pedagog, pianist (1949, Jesenice)
- Braco Koren, pevec, radijski in TV voditelj, moderator (1944, Jesenice)
- Franc Koren, pevec (1913, Jesenice – 1982, Bled)
- Gregor Fele, akademski glasbenik (1983, Jesenice)
- Leon Leskovšek, akademski glasbenik (1959, Jesenice)
- Jernej Oberžan, akademski glasbenik (1991, Jesenice)
- Urška Pompe, skladateljica (1969, Jesenice)
- Neža Torkar, akademska glasbenica (1990, Jesenice)
- Biserka Cvejić, operna pevka (1923, Jesenice – 2021)
- Franc Košir, trobentač, komik (1931, Koroška Bela  – 1991, Ljubljana)
- Filip Bernard, glasbenik in dirigent (19896, Jesenice  – 1984, Ljubljana)
- Jerica Oblak Parker, skladateljica (1966, Jesenice)
- Marjan Stare, besediloslovec (1932, Jesenice – 1996, Ljubljana)
- Jože Kampič, glasbenik (1930, Jesenice – 2001)
- David Amaro, pevec (1993, Jesenice)

### Film in gledališče
- Milena Zupančič, filmska in gledališka igralka (1946, Jesenice)
- Miha Baloh, igralec (1928, Jesenice – 2022)
- Majda Dobovišek, igralka (1926, Jesenice – 1990, Maribor)
- Franček Drofenik, gledališki igralec, publicist, organizator (1931, Zagorje ob Savi – 2004, Jesenice)
- Stanka Geršak, režiserka, igralka, športnica (1920, Jesenice – 2018, Jesenice)
- Igor Škrlj, ljubiteljski igralec, jezikoslovec (1953, Jesenice – 2017, Jesenice)
- Ivan Berlot, ljubiteljski igralec (1949, Jesenice)
- Urška Hlebec, lutkarica, gledališka igralka (1965, Jesnice)
- Klemen Košir, ljubiteljski igralec, scenograf, režiser (1962, Jesenice)
- Tatjana Košir, ljubiteljska igralka (1938, Jesenice)
- Slava Maroševič (roj. Korošec), ljubiteljska igralka (1930, Jesenice – 2022)
- Uroš Smolej, igralec (1974, Jesenice)
- Ana Nuša Dragan, filmska igralka, scenaristka, režiserka (1943, Jesenice – 2011, Ljubljana)
- Majda Dobovišek-Škodnik, igralka (1926, Jesenice) – 1990, Maribor)
- Aiken Veronika Prosenc, filmska producentka (1970, Jesenice
- Manca Ogorevc, dramska igralka (1973, Jesenice  )
- Tara Zupančič, televizijska voditeljica, manekenka, oblikovalka (1988, Jesenice)

### Fotografija
- Slavko Smolej, umetniški fotograf (1909, Jesenice – 1961, Jesenice)
- Marjan Bažato, fotograf (1955, Jesenice – 1996, Hum)
- Jaka Čop, planinski fotograf, gornik, gorski vodnik (1911, Jesenice – 2002, Jesenice)
- Franc Črv, fotograf, metalurg, športnik (1929, Jesenice – 2020, Jesenice)
- Bogdan Bricelj, fotograf, računalničar (1958, Jesenice)
- Andrej Melanšek, fotograf (1932, Jesenice – 2013, Slovenski Javornik)
- Andrej Maver, fotograf (1939, Jesenice)
- Sandi Novak, fotograf (1968, Jesenice)

### Slikarstvo in kiparstvo
- Sonja Budal, slikarka (1926, Videm, Furlanija – 1958, Jesenice)
- Boni Čeh, kipar, slikar (1945, Jesenice)
- Rudolf Marjan Reichmann, ljubiteljski slikar (1933, Jesenice – 2011, Jesenice)
- Miarjanca Dakskofler Savinšek, akademska slikarka (1919, Jesenice
- Klementina Golija, slikarka, grafičarka (1966, Jesenice)
- Jaka Torkar, kipar, slikar, grafik (1932, Lesce – 2002)

## Šolstvo
- Ivan Magerl, šolnik (1880, Trst – 1932, Jesenice)
- Matko Potočnik, šolnik, zgodovinar (1872, Jesenice – 1967, Jesenice)
- Ivan Šega, šolski organizator, pisec (1871, Ljubljana – 1936, Jesenice)
- Danilo Viher, padagog, pesnik (1912, Bovec – 1971, Jesenice)
- Stanko Vidmar, profesor, ravnatelj šole, fotograf, strojnik (1953, Jesenice)
- Mira Jazbinšek, ravnateljica (1926, Jesenice)

## Zdravstvo
- Ivan Krstnik Peterman, zdravnik (1652, Jesenice – 1696, Jesenice)
- Igor Zupan, zdravnik specialist, univerzitetni profesor (1961, Jesenice)
- Marko Noč, specialist kardiologije, vaskularne medicine in intenzivne medicine (1963, Jesenice)
- Miran Rems, kirurg in primarij jeseniške bolnice (1956, Ptuj)

## Šport
- Dinko Bertoncelj, alpinist (1928, Jesenice)
- Franci Čop, alpski smučar, smučarski trener (1914 Jesenice  – 2003, Maribor)
- Joža Čop, alpinist, gorski reševalec, gorski vodnik (1893 Jesenice  – 1975, Jesenice)
- Martina Čufar, športna plezalka, alpinistka, trenerka športnega plezanja (1977 Jesenice)
- Jože Bertoncelj, alpski smučar (1926, Jesenice – 2012, Jesenice)
- Jure Robič, kolesar (1965, Jesenice – 2010, Jesenice)
- Gregor Benedik, alpski smučar (1962, Jesenice)
- Roman Božič, športni padalec (1962, Jesenice)
- Janez Demšar, olimpijec, smučarski skakalec (1951, Jesenice)
- Dušan Djuričič, olimpijec, smučarski tekač (1961, Jesenice)
- Tone Djurčič, smučarski tekač (1960, Jesenice)
- Alenka Dovžan, alpska smučarka (1976, Jesenice)
- Maruša Ferk, alpska smučarka, olimpijka (1988, Jesnice)
- Branko Jeršin, športnik (1954, Jesnice)
- Anja Klinar, plavalka, olimpijka (1988, Jesenice)
- Peter Končnik, športnik (1952, Jesenice)
- Grega Bole, kolesar (1985, Jesenice
- Franci Petek, smučarski skakalec (1971, Jesenice
- Dejan Košir, deskar na snegu (1973, Jesenice
- Maša Zec Peškirić, tenisačica (1987, Jesenice
- Ivo Zupan, smučarski skakalec (1956, Jesenice
- Petra Robnik, alpska smučarka (1984, Jesenice
- Gregor Žemlja, tenisač (1986, Jesenice
- Jernej Koblar, alpski smučar (1971, Jesenice
- Grega Benedik, alpski smučar (1962, Jesenice
- Senad Tiganj, nogometaš (1975, Jesenice
- Ludvik Zajc, smučarski skakalec (1943, Jesenice  – 2011, Jesenice)
- Lucija Larisi, biatlonka (1975, Jesenice
- Miral Samardžić, nogometaš (1987, Jesenice
- Denis Žvegelj, veslač (1972, Jesenice
- Uroš Pavlovčič, alpski smučar (1972, Jesenice
- Teodora Poštič, umetnostna drsalka (1984, Jesenice
- Milan Janša, veslač (1965, Jesenice
- Sadik Mujkič, veslač (1968, Jesenice
- Jaka Blažič, košarkar (1990, Jesenice)
- Andrej Klinar, alpski smučar (1942, Jesenice – 2011, Bled)
- Bojan Prešern, veslač (1962, Jesenice)
- Jože Ilija, kanuist (1928, Jesenice – 1983, Ljubljana)
- Miha Pirih, veslač (1978, Jesenice)
- Tomaž Pirih, veslač (1981, Jesenice)
- Nataša Kejžar, plavalka (1976, Jesenice)
- Peter Lakota, alpski smučar (1937, Slovenski Javornik)
- Tomaž Knafelj, smučarski skakalec, deskar na snegu (1972, Jesenice)
- Matevž Pristavec, deskar na snegu (1979, Jesenice)
- Nejc Frank, smučarski skakalec (1987, Jesenice)
- Janez Pristov, gimnastik (1907, Jesenice – 2000, Ljubljana)
- Ada Smolnikar, gimnastičarka (1935, Jesenice)
- Dušan Đurišič, smučarski tekač (1961, Jesenice)
- Emil Žnidar, alpski smučar (1914, Jesenice)
- Miran Gašperšič, alpski smučar (1948, Jesenice)
- Sonja Rožman, gimnastičarka (1934, Jesenice – 2010)
- Lidija Benedič-Lapajne, atletinja (1959, Jesenice
- Katarina Lavtar, alpska smučarka (1988, Jesenice
- Nika Razinger, smučarska tekačica (1993, Jesenice
- Tone Razinger, smučarski tekač (1921, Jesenice – 2006, Jesenice)
- Jože Langus, smučarski skakalec (1927, Jesenice - ?)
- Dalila Jakupović, tenisačica (1991, Jesenice)
- Ajdin Redzić, nogometaš (1989, Jesenice)
- Ernest Grvala, nogometaš (1996, Jesenice)
- Jože Knific, smučarski tekač (1915, Jesenice)
- Hubert Hajm, alpski smučar (1914, Jesenice – 1971, Celovec)
- Jana Mlakar, smučarska tekačica (1962, Jesenice)
- Alojz Kerštajn, smučarski tekač (1943, Jesenice – 1999)
- Robert Krašovec, veslač (1965, Jesenice)
- Bor Pavlovčič, smučarski skakalec (1998, Jesenice)
- Eva Urevc, smučarska tekačica (1995, Jesenice)
- Vita Lukan, plezalka (2000, Jesenice)
- Urban Toman, odbojkaš (1997, Jesenice)
- Ana Kersnik Žvab, inštruktorica joge (1989, Jesenice)

### Hokej
- Slavko Beravs, hokejist (1946, Jesenice – 1978, verjetno Jesenice)
- Božidar Beravs, hokejist, (1948, Jesenice)
- Boris Čebulj, hokejist (1930, Jesenice)
- Albin Felc, hokejist (1941, Jesenice)
- Anton Gale, hokejist (1944, Jesenice)
- Edvard Hafner, hokejist (1955, Jesenice)
- Gorazd Hiti, hokejist, trener (1948, Jesenice)
- Rudi Hiti, hokejist, trener (1946, Jesenice)
- Drago Horvat, hokejist (1958, Jesenice)
- Bogo Jan, hokejist (1944, Jesenice)
- Anže Kopitar, hokejist (1987, Jesenice)
- Roman Smolej, hokejist (1946, Jesenice)
- Rok Tičar, hokejist (1989, Jesenice)
- Klemen Tičar, hokejist (1962, Jesenice)
- Robert Sabolič, hokejist (1988, Jesenice
- Sabahudin Kovačevič, hokejist (1986, Jesenice
- Bine Zupan, hokejist (1984, Jesenice
- Blaž Gregorc, hokejist (1990, Jesenice
- David Slivnik, hokejist (1987, Jesenice
- Edo Hafner, hokejist (1955, Jesenice
- Aleš Kranjc, hokejist (1981, Jesenice
- Robert Kristan, hokejist (1983, Jesenice
- Rok Pajič, hokejist (1985, Jesenice
- David Rodman, hokejist (1983, Jesenice
- Elvis Bešlagič, hokejist (1973, Jesenice
- Sašo Rajsar, hokejist (1988, Jesenice
- Rok Jakopič, hokejist (1987, Jesenice
- Jure Kralj, hokejist (1984, Jesenice
- Nejc Berlisk, hokejist (1989, Jesenice
- Gašper Kopitar, hokejist (1992, Jesenice
- Tomaž Razingar, hokejist (1979, Jesenice
- Albin Felc, hokejist (1941, Jesenice
- Andrej Razinger, hokejist (1967, Jesenice
- Dejan Varl, hokejist (1973, Jesenice
- Franc Smolej, hokejist (1940, Jesenice
- Gaber Glavič, hokejist (1978, Jesenice
- Ivo Jan starejši, hokejist (1942, Jesenice
- Luka Tošić, hokejist (1988, Jesenice
- Maks Selan, hokejist (1988, Jesenice
- Luka Rebolj, hokejist (1979, Jesenice
- Mitja Sotlar, hokejist (1979, Jesenice
- Tomo Hafner, hokejist (1980, Jesenice)
- Toni Tišlar, hokejist (1967, Jesenice)
- Viktor Tišlar, hokejist (1941, Jesenice – 2013, Jesenice)
- Uroš Vidmar, hokejist (1980, Jesenice)
- Zvone Šuvak, hokejist (1958, Jesenice)
- Bojan Razpet, hokejist (1960, Jesenice)
- Denis Kadić, hokejist (1983, Jesenice)
- Ivan Ščap, hokejist (1955, Jesenice)
- Žiga Pirih, hokejist (1989, Jesenice)
- Peter Klemenc, hokejist (1956, Jesenice)
- Cveto Pretnar, hokejist (1957, Jesenice)
- Sašo Pretnar, hokejist (1973, Jesenice))
- Aljoša Medja, hokejist (1985, Jesenice)
- Aljoša Javor, hokejist (1979, Jesenice)
- Blaž Grilc, hokejist (1985, Jesenice)
- Blaž Klinar, hokejist (1981, Jesenice)
- Boris Kunčič, hokejist (1970, Jesenice)
- Boris Pajič, hokejist (1963, Jesenice – 2006, Celje)
- Boris Čebul, hokejist (1930, Jesenice)
- Borut Vukčevič, hokejist (1973, Jesenice)
- Ciril Klinar, hokejist (1937, Jesenice)
- David Mlinarec, hokejist (1982, Jesenice)
- Dušan Brulc, hokejist (1979, Jesenice)
- Enes Crnovič, hokejist (1967, Jesenice)
- Janez Mlakar, hokejist (1944, Jesenice)
- Janez Petač, hokejist (1949, Jesenice – 2011, Ljubljana)
- Januš Pavlič, hokejist (1984, Jesenice)
- Jure Smolej, hokejist (1974, Jesenice)
- Miha Žbontar, hokejist, hokejski trener (1982, Jesenice)
- Klemen Žbontar, hokejist (1987, Jesenice)
- Franci Žbontar, hokejist (1952, Jesenice
- Marjan Žbontar, hokejist (1954, Jesenice
- Luka Gračnar, hokejist (1993, Jesenice)
- Marjan Kozar, hokejist (1962, Jesenice)
- Marko Smolej, hokejist (1968, Jesenice)
- Matjaž Mahkovic, hokejist (1975, Jesenice)
- Milan Hafner, hokejist (1977, Jesenice)
- Milan Zrnič, hokejist (1981, Jesenice)
- Primož Balderman, hokejist (1979, Jesenice
- Rudi Knez, hokejist (1944, Jesenice
- Senad Kovačevič, hokejist (1981, Jesenice
- Tom Jug, hokejist (1970, Jesenice
- Vlado Jug, hokejist (1947, Jesenice
- Žiga Oblak, hokejist (1989, Jesenice
- Franc Razinger, hokejist (1944, Jesenice)
- Silvo Poljanšek, hokejist (1951, Jesenice)
- Matic Podlipnik, hokejist (1992, Jesenice)
- Gašper Cerkovnik, hokejist (1992, Jesenice)
- Miha Bremec, hokejist (1983, Jesenice)
- Aleš Burnik, hokejist (1980, Jesenice
- Aleš Sodja, hokejist (1971, Jesenice
- Miran Krmelj, hokejist (1941, Jesenice – 2009, Zagreb)
- Marijan Kristan, hokejist (1937, Jesenice – 2006)
- Viktor Ravnik, hokejist (1941, Jesenice)
- Vinko Valentar, hokejist (1934, Jesenice)
- Božidar Podpac, hokejist (1986, Jesenice)
- Marko Češnjak, hokejist (1985, Jesenice)
- Marko Šturm, hokejist (1966, Jesenice)
- Nejc Volarič, hokejist (1987, Jesenice)
- Gašper Susanj, hokejist (1988, Jesenice)
- Edvin Karahodžič, hokejist (1975, Jesenice)
- Boris Lotrič, hokejist (1976, Jesenice)
- Bojan Magazin, hokejist (1961, Jesenice)
- Bojan Škrjanc, hokejist (1974, Jesenice)
- Gregor Koblar, hokejist (1993, Jesenice)
- Nik Pem, hokejist (1995, Jesenice)

## Osebnosti od drugod
- Matija Bradaška, slikar, rezbar, fotograf (1852, Lučine – 1915, Kranj) Na Jesenicah delal kot restavrator.
- Alojzij Goetzl, podobar, slikar (1820, Kranj – 1905, Kranj)  Delal je kot podobar in pozlatar za Jesenice.
- Andrej Ferdinand Malahovski, izdelovalec orgel (1813, Češka – 1887, Ljubljana) Naredil orgle v cerkvi na Jesenicah.
- Miha Moškerc, časnikar, organizator (1872 Ljubljana – 1924, Ljubljana) Vodil gibanje delavcev na Jesenicah.
- Franc Pokorn, zgodovinar, arhivar, duhovnik (1861, Škofja Loka) – 1940, Ljubljana)  Služboval je kot kaplan na Jesenicah.
- Ciril Rekar, metalurg (1901, Radovljica – 1989, Ljubljana) Vodil na Jesenicah jeklarno in plavž.
- Slavko Slavinšek, pisatelj, pravnik (1897, Gornji Grad – 1942, Beograd) Leta 1901 se je priselil na Jesenice.
- Janez Sedej, slikar, čevljar (1910, Žiri – 1985, Žiri) Imel na JesenicaH razstavo.
- Anton Sigulin, kipar (1917, Trst – 1996, Ljubljana) Leta 1958 naredil bronast portret Toneta Čufarja.
- Fran Spiller-Muys, pravnik, sodnik, agronom (1885, Ljubljana – 1950, Ljubljana) Na Jesenicah uvedel planšarske dneve.
- Aleš Stanovnik, politični delavec, pravnik, odvetnik (1901, Horjul – 1942, Ljubljana)  Na Jesenicah imel pisarno.
- Maks Strenar, arhitekt (1901, Trst)– 1968, Kranj)  Arhitekt kinodvorane na Jesenicah.
- Rudi Šeligo, pisatelj (1935, Susak – 2004, Ljubljana) Leta 1939 se je z družino preselil na Jesenice.
- Konrad Šmid, pravnik, carinski strokovnjak (1886, Podgorje – 1954, Slovenj Gradec) Izdelal zakon, ki je Jesenicam omogočil izgradnjo cest.
- Alojzija Štebl, političarka, časnikarka, urednica (1883, Ljubljana – 1956, Ljubljana) Predavala v delovnem društvu na Jesenicah.
- Ive Šubic, slikar, grafik (1922, Hotovlja – 1989, Poljane nad Škofjo Loko) Imel razstavo na Jesenicah.
- Srečko Tič, režiser, organizator, scenograf, šolnik (1914 otok Iž, Hrvaška) – 2004, Izola) Bil ravnatelj gledališča T. Čufar na Jesenicah
- Drago Tršar, kipar (1927, Planina, Postojna – 2023) Imel razstavo na Jesenicah.
- Rudi Vaupotič, filmski snemalec (1919, Maribor – 2003, Ljubljana) Na Jesenicah se je šolal.
- Janez Vidic, slikar (1923 Ljubljana) – 1996, Maribor)  Od 1944 je bil partizan v zaščitni četi jeseniškega okrožja.
- Jože Vidic, kronist, častnik (1926, Selo pri Žirovnici – 2018) Politkomisar zaščitne čete komande mesta Jesenice.
- Mario L. Vilhar, slikar-samouk, kipar-samouk, časnikar (1925, Veliki Otok – 2014). Delal v martinarni na Jesenicah.
- Melita Vovk, slikarka, ilustratorka, scenografka (1928, Bled – 2020, Radovljica) Imela razstavo na Jesenicah.
- Matej Vurnik, glasbenik, skladatelj (1866 Stara Oselica – 1989, Ljubljana-Tacen) Organist na Jesenicah.
- Hugo Weiss, turistični delavec (1909 Ljubljana – 1964, Ljubljana) Zavodu za soc. zavarovanje Jesenice.
- Marija Žumer, politična delavka (1900, Spodnje Gorje – 1944, Ravensbrück, Nemčija) Leta 1939 se je preselila na Jesenice.
- Uroš Župančič, alpinist (1911, Rateče – 1992, Ljubljana) Zaposlen v Železarni Jesenice.
- Ruža Janežič Aćimović, zdravnica, specialistka fizikalne medicine, specialistka rehabilitacije (1928 Ljubljana) – 2021) Pripravništvo je opravljala v Splošni bolnišnici Jesenice.
- Angela Boškin, medicinska sestra, otroška negovalka (1885, Gorica – 1944, Gorica) Po njej se imenujejo strokovna srečanja Splošne bolnišnice Jesenice.
- Almira Bremec, grafičarka, slikarka (1958, Postojna) Imela razstavo na Jesenicah.
- Jana Dolenc, slikarka (1964, Ljubljana) Imela razstavo na Jesenicah
- Franjo Klavora, šolnik, prosvetni delavec (1899, Bovec – 1990, Šempeter pri Gorici) Poučeval na gimnazija na Jesenicah.
- Silvester Komel, slikar, likovni pedagog (1931, Rožna Dolina – 1983, Rožna Dolina) Imel razstavo na Jesenicah.
- Zdravko Barišić, filmski animator, režiser, scenarist, filmski producent (1938 Zenica, Bosna in Hercegovina) Leta 1944 se je z družino preselil na Jesenice.
- Franjo Baš, zgodovinar, geograf, etnolog, arheolog (1899 Kamenče – 1967, Ljubljana) Po njegovi zaslugi nastal muzej železarstva na Jesenicah.
- France Bernot, oceanograf, lavinolog, meteorolog (1923 Brežice – 2001, Sežana) Del otroštva preživel na Jesenicah.
- Tomaž Budkovič, geolog (1948 Bohinjska Bistrica – 2014, Ljubljana) Obiskoval gimnazijo na Jesenicah
- Dolfka Boštjančič, andragoginja, socialna delavka (1923 Dovje – 1983, Dovje) Zaposlena je bila pri Okrajnem komiteju (OK) SKOJ Jesenice
- Marijana Brecelj, igralka (1946, Ljubljana) Sodelovala z gledališčem Tone Čufar na Jesenicah.
- Silvo Breskvar, matematik, fizik, astronom (1902, Ljubljana – 1969, Ljubljana) Poučeval na gimnaziji na Jesenicah.
- Bojan Čebulj, lutkovni režiser (1928, Ljubljana – 2013, Krčevina pri Vurbergu) Urednika Železarja, glasila Železarne Jesenice
- Dušan Čop, jezikoslovec, imenoslovec (1921, Spodnje Gorje – 2016, Ljubljana)  Poučeval na gimnaziji na Jesenicah.
- Vesna Žnideršič, jadralna letalka (? – 1975), ponesrečila se je na pobočju Vajneža